# Шелефтео
Шелефтео (швед. Skellefteå) град је у Шведској, у северном делу државе. Град је у оквиру Западнонорског округа, где је друго по величини и значају насеље. Шелефтео је истовремено и седиште истоимене општине.

## Природни услови
Град Шелефтео се налази у северном делу Шведске и североисточном делу Скандинавског полуострва. Од главног града државе, Стокхолма, град је удаљен 770 км северно. 
Рељеф: Шелефтео се развио у области Онгерман, у оквиру историјске покрајине Норланд. Подручје око града је брдско, а сам град је подигнут на веома покренутом терену. Стога се надморска висина креће 10-50 м.
Клима у Шелефтеу влада оштрији облик континенталне климе.
Воде: Шелефтео се развио на реци Шелефте, пар километара од њеног ушћа у Ботнијски залив Балтичког мора. Река дели град на већи и старији северни део и мањи и новији јужни део. Оближње море има разуђену обалу, са бројним острвцима и заливима. Са друге стране, у унутрашњости постоје бројна ледничка језера.

## Историја
Подручје на месту Шелефтеа насељено је у време праисторије Лапонцима. Током средњег века река Шелефте била је граница између Нордијаца (предака данашњих Швеђана) и Лапонаца.
Данашње насеље се први пут спомиње 1327. године. Током следећих векова насеље је било исходиште за покрштавање околног паганског становништва.
Током 18. века град постаје стециште за риболов, посебно на лососа.
Прави препород Шелефтео доживљава у крајем 19. века са проласком железнице и доласком индустрије. 1845. године насеље је добило градска права. Ово благостање траје и дан-данас.

## Становништво
Шелефтео је данас град средње величине за шведске услове. Град има око 33.000 становника (податак из 2010. г.), а градско подручје, тј. истоимена општина има око 72.000 становника (податак из 2010. г.). Последњих деценија број становника у граду стагнира.
До средине 20. века Шелефтео су насељавали искључиво етнички Швеђани. Међутим, са јачањем усељавања у Шведску, становништво града је постало шароликије, али опет мање него у случају других већих градова у држави.

## Привреда
Данас је Шелефтео савремени индустријски град са посебно развијеном индустријом и рударством (вађење злата). Последње две деценије посебно се развијају трговина, услуге и туризам.

## Галерија
- Средишњи део Шелефтеа
- Нигатан, градска пешачка улица
- Саборна црква у Шелефтеу
- „Крафт арена“, спортска дворана у граду